# Hollands Kroon

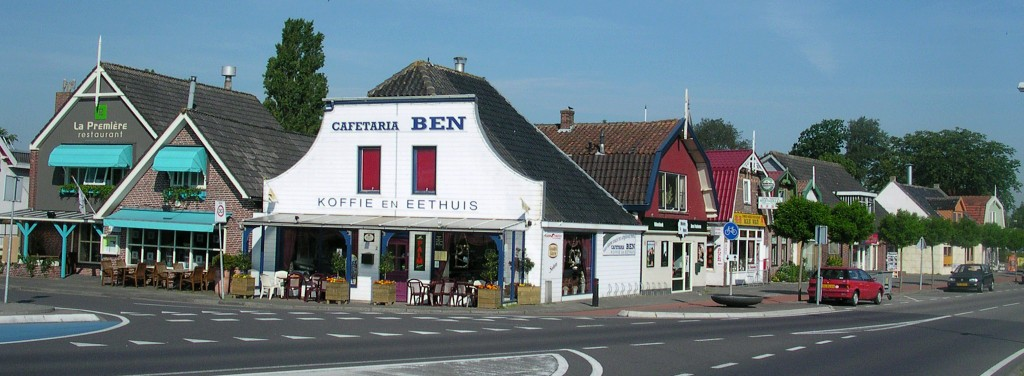
Anna Paulowna:s centrum.

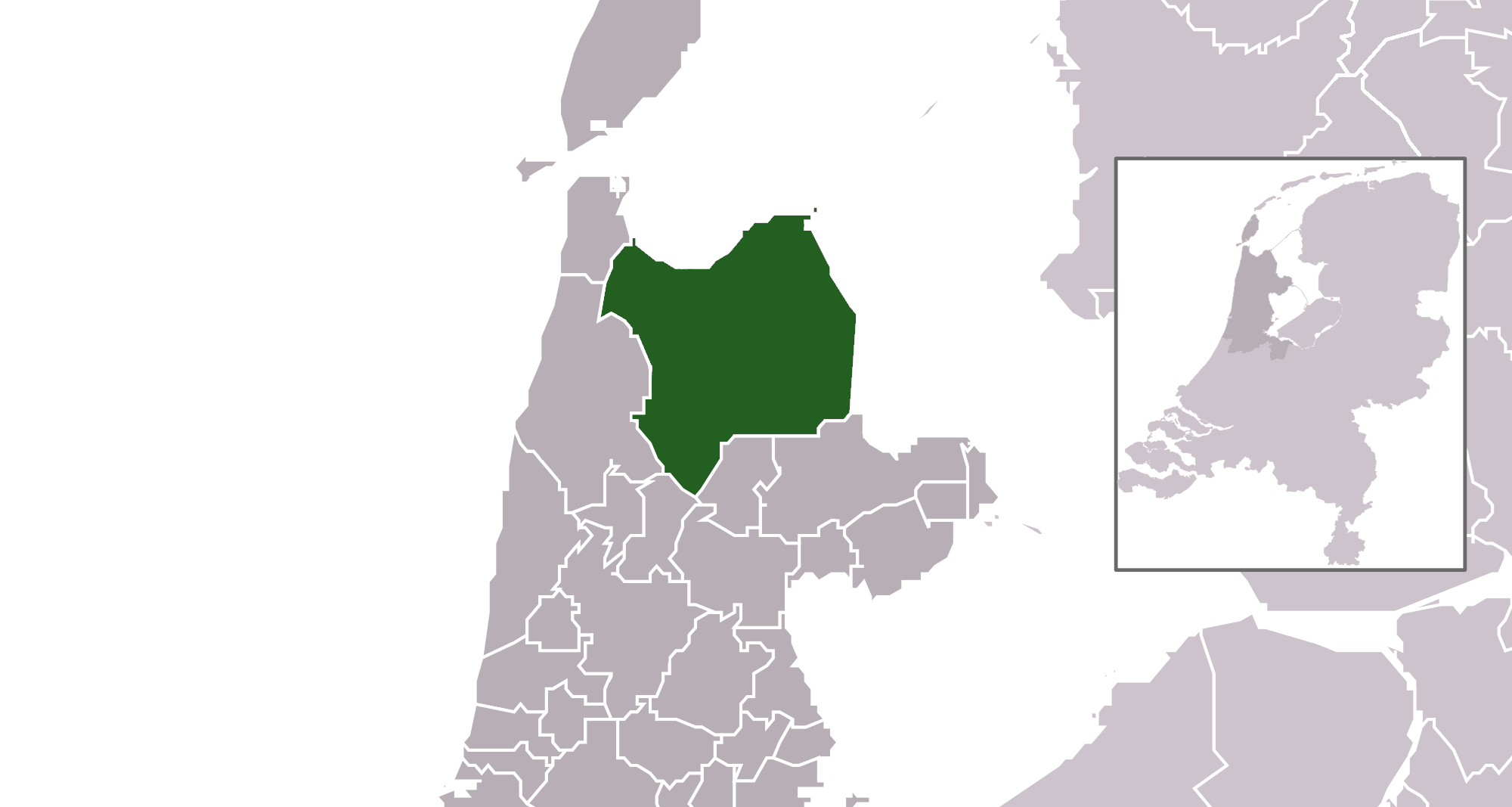
Hollands Kroons läge

Hollands Kroon är en kommun i provinsen Noord-Holland i Nederländerna. Kommunens totala area är 662,20 km² (där 304,11 km² är vatten) och invånarantalet är på 47 585 (2017).